# Ataque contra una escuela de arte de Mariúpol
El ataque contra una escuela de arte de Mariúpol ocurrió en marzo de 2022, cuando Rusia bombardeó la Escuela de Arte N°12 en Mariúpol, donde cientos de personas se refugiaban durante la invasión rusa de Ucrania.

## Antecedentes
El 24 de febrero, las Fuerzas Armadas de Rusia, trabajando junto con los rebeldes prorrusos, sitiaron la ciudad portuaria de Mariúpol, lo que provocó grandes bajas ya que los suministros como alimentos, gas y electricidad fueron cortados a los lugareños. El alcalde de Mariúpol, Sergiy Orlov, ha estimado que entre el 80% y el 90% de la ciudad había sido destruida debido a los bombardeos. Hasta el 20 de marzo, las autoridades locales habían estimado que al menos 2300 personas habían muerto durante el asedio hasta el bombardeo.

## Ataque
El 20 de marzo de 2022, las autoridades ucranianas anunciaron que las tropas rusas habían bombardeado una escuela de arte donde se refugiaban unas 400 personas.